# Шубин, Владислав Викторович
Владисла́в Ви́кторович Шу́бин (укр. Владислав Вікторович Шубін; род. 25 апреля 1979, Орджоникидзе, Днепропетровская область) — украинский футболист, выступавший на позиции полузащитника

## Биография
Родился в Орджоникидзе, там же и начал заниматься футболом в местной ДЮСШ. Позже обучался в школах днепропетровского «Днепра» и киевского «Динамо». В 1996 году провёл 2 матча в первой лиге чемпионата Украины по футзалу за днепропетровский «Металлист». В большом футболе на профессиональном уровне дебютировал в 1999 году, в составе никопольского «Металлурга», выступавшего в первой лиге. Своей игрой привлёк внимание клуба высшего дивизиона — кировоградской «Звезды», куда и перешёл в следующем году. В высшей лиге дебютную игру провёл 4 июня 2000 года, выйдя в стартовом составе в выездном матче против тернопольской «Нивы». Всего, в своём первом сезоне в элитном дивизионе появлялся на поле 4 раза. По итогам чемпионата 1999—2000 годов «Звезда» заняла последнее место в турнирной таблице и вылетела в первую лигу, играя в которой Шубин провёл за команду ещё два сезона.
Покинув кировоградский клуб, игрок вернулся в родной город, где выступал за местный «Авангард» в чемпионате Днепропетровской области. В сезоне 2005/06 играл во второй лиге за южноукраинскую «Энергию», в составе которой провёл последний матч на профессиональном уровне в 2006 году. Позже был игроком любительских клубов «Ходак» (Черкассы), «ЛНЗ-Лебедин» и «Ураган» (Золотоноша). В 2014—2017 годах снова выступал за «Авангард» из родного города, к тому времени переименованного в Покров. Позже переехал в Испанию, работал детским тренером в академии клуба «Торревьеха».

## Семья
Брат, Алексей Шубин, также профессиональный футболист